# Hôpital Pasteur-Saint-Augustin
L'hôpital Pasteur-Saint-Augustin est un ancien hôpital construit au XVIIIe siècle situé sur la commune d'Auch (Gers).

## Histoire
La construction de l'hôpital, dirigée par Gabriel Arché selon les plans de M. de Basville, date de 1713. Il subit des modifications en 1743 et en 1929.
En 1743, l'hôpital Saint-Sébastien est bâti dans le prolongement du premier édifice. En 1789, l'hôpital est ruiné. En 1809, ses biens lui sont restitués. Entre 1922 et 1929, l'architecte Francou érige l'aile est et remanie la chapelle.
En 2004, les façades, les toitures, le portail d'entrée ainsi que la chapelle, en totalité, sont inscrits au titre des monuments historiques par le ministère de la Culture.

## Patrimoine mobilier
L'hôpital conserve deux objets inscrits au titre des monuments historiques : un tableau de Gabriel Lettu daté de 1826, Portrait d'un bourgeois, inscrit en 1999 ; un tableau et son cadre, datés des XVIIIe siècle et XIXe siècle, Portrait de Monseigneur de Maupéou, inscrits en 1999.
La chapelle abrite également un objet et un ensemble inscrits : un tableau de Jacob Smets daté de 1743, Saint Vincent de Paul, inscrit en 2000 ; l'autel, le tabernacle et le retable, conçus en marbre probablement par les frères Mazzetti au milieu du XVIIIe siècle, inscrits en 2000.